# Kamer 306
Kamer 306 is een documentaire uit 2006 van regisseur Henk Lamers en Jeanne de Bont. De ondertitel van deze documentaire luidt: Nederlandse Elektronische Muziek uit het Philips Natuurkundig Laboratorium 1956-1960.

## Inhoud
De documentaire laat zien hoe Dick Raaijmakers en Tom Dissevelt hun muziek componeerden en uitvoerden op de Akoestische Afdeling van Philips Natuurkundig Laboratorium. De documentaire bevat historische beelden uit het Natlab en laat naast Raaijmakers en Tazelaar een aantal betrokkenen aan het woord, die indertijd zelf deze activiteiten hebben meegemaakt. Duidelijk wordt dat het Philips Natlab tussen 1956 en 1960 een pioniersrol heeft vervuld op het gebied van elektronische muziek. Philips had spoelenrecorders en elektronica als toongeneratoren, buizenversterkers en luidsprekers ontwikkeld, die bij de productie van elektronische muziek onontbeerlijk waren.
De Akoestische Afdeling van het Natlab had een lange traditie als pionier op het gebied van nagalmproeven, multiplicatie van concerten, elektronische muziekinstrumenten, luidspreker- en microfoonontwerp, synthetisch geluid en stereofonie. Aan het woord komen oud-medewerkers van de afdeling als o.a. technicus Jo Scherpenisse, hoofd Kees Teer en fysicus Kees Wansdronk.

## Productie
Naar aanleiding van de uitgave van Popular Electronics in 2004, samengesteld door Kees Tazelaar aan de hand van de door hem teruggevonden en gerestaureerde geluidsbanden met de opnames van het werk van o.a. Dick Raaijmakers en Tom Dissevelt, is door Henk Lamers and Jeanne de Bont een jaar lang gewerkt om samen met Dick Raaijmakers en Kees Tazelaar het werk in het NatLab te reconstrueren.
- De Concertzender zond op maandag 21 januari 2008 De Nacht: Nieuwe muziek delen van de documentaire uit.[1]
- Holland Doc 24 zond in 2009 de documentaire uit als onderdeel van het FESTIVAL VAN DE AFGEWEZEN FILM[2].

De titel van de documentaire is ontleend aan de gelijknamige studio in het Philips Natuurkundig Laboratorium waar Raaijmakers en Dissevelt werkten. De documentaire is sinds 2006 verkrijgbaar op dvd.

## Scènes
1. De Bron
2. De Toon
3. De Werken
4. Het Genre
5. De Uitvoering
6. Het Akkoord
7. De Bron
8. De Maat

2006 Loftmatic